# Laboulbenia ophoni
Laboulbenia ophoni Thaxt. – gatunek grzybów z rzędu owadorostowców (Laboulbeniales). Pasożyt owadów.

## Systematyka i nazewnictwo
Pozycja w klasyfikacji według Index Fungorum: Laboulbenia, Laboulbeniaceae, Laboulbeniales, Laboulbeniomycetidae, Laboulbeniomycetes, Pezizomycotina, Ascomycota, Fungi.
Gatunek ten po raz pierwszy opisał w 1889 r. Roland Thaxter na chrząszczach z rodzajów Ophonus i Harpalus w Algierii i Szwajcarii.
Synonimy:

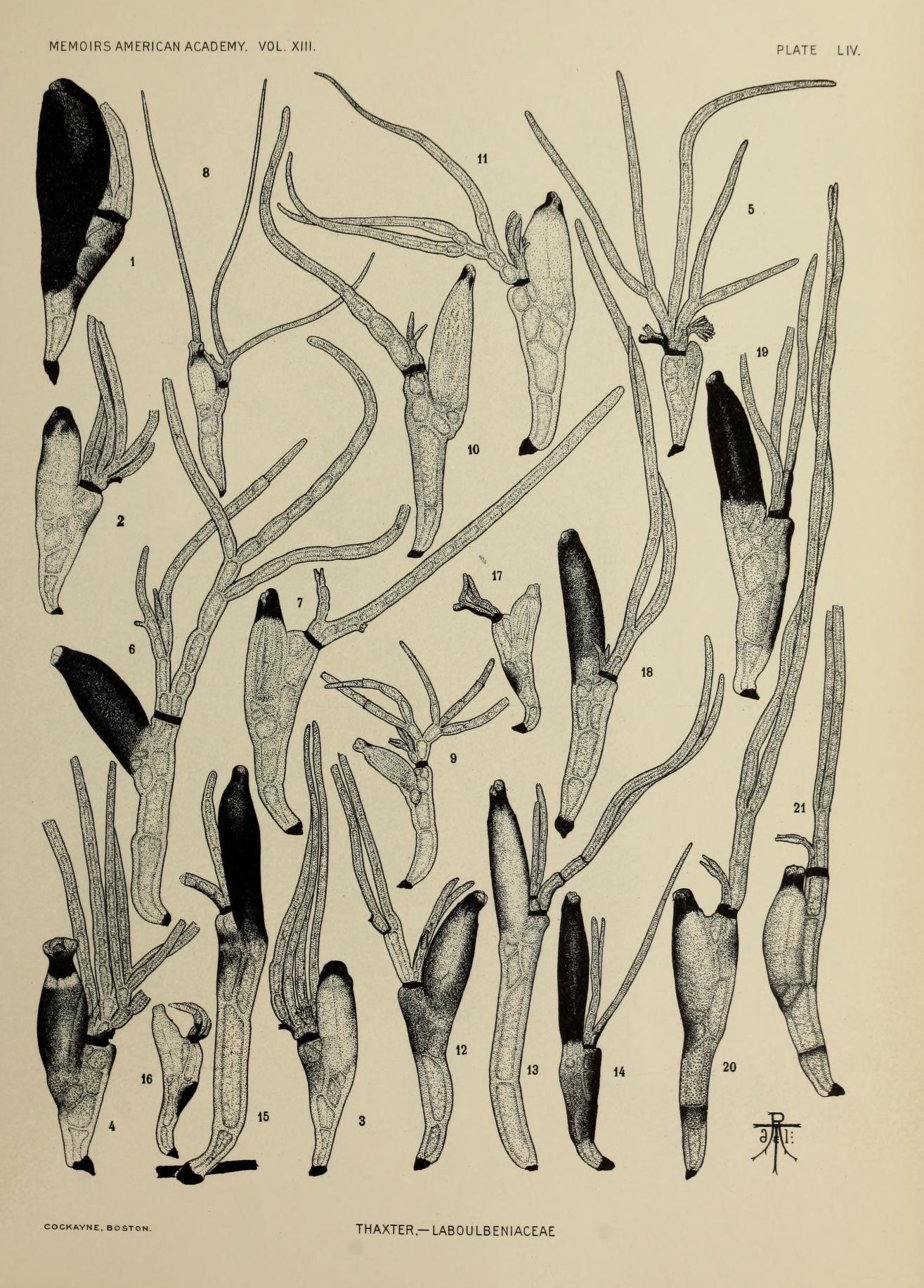
Laboulbenia ophoni nr 11. Pozostałe to inne gatunki Laboulbenia

- Laboulbenia ophoni subsp. augusta Speg. 1914
- Laboulbenia ophoni subsp. fuscula Speg. 1914
- Laboulbenia ophoni subsp. insulicola Speg. 1914
- Laboulbenia ophoni subsp. minuscula Speg. 1914
- Laboulbenia ophoni subsp. sepulchretorum Speg. 1914
- Laboulbenia ophoni var. dilatata Maire 1920

## Charakterystyka
Grzyb entomopatogeniczny, pasożyt zewnętrzny owadów. W Polsce notowany na chrząszczach z rodziny biegaczowatych (Carabidae): Agonum gracile, Harpalus affinis, Harpalus nitidulus, Harpalus seladnon. Nie powoduje śmierci owada i zazwyczaj wyrządza mu niewielkie szkody.